# Traité de Dijon
 (septembre 2021).
Si vous disposez d'ouvrages ou d'articles de référence ou si vous connaissez des sites web de qualité traitant du thème abordé ici, merci de compléter l'article en donnant les références utiles à sa vérifiabilité et en les liant à la section « Notes et références ».

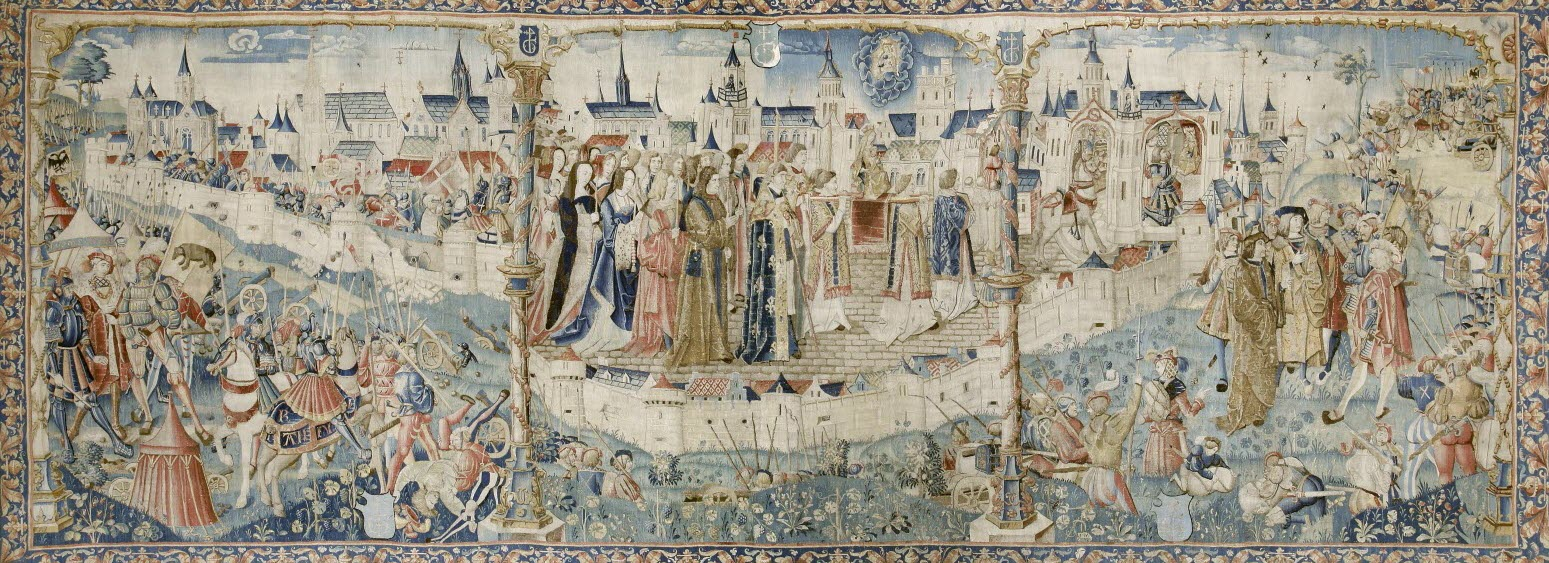
Le Siège de Dijon par les Suisses en 1513

Le traité de Dijon du 14 septembre 1513 met fin à la tentative de conquête par les Allemands, Suisses et Francs-Comtois du duché de Bourgogne ; il est signé du côté suisse par Jacques de Watteville, avoué de Berne, et du côté français par Louis II de la Trémoille.
Le traité prévoit :
- la restitution par la France des terres italiennes au Pape (ce qui était déjà fait avant la signature) ;
- le paiement par la France aux Suisses de Zurich, en deux termes, de la somme de 400 000 écus d'or ;
- le règlement par la France de ses nombreuses dettes auprès des Suisses ;
- la renonciation solennelle par Louis XII à tous ses droits sur le duché de Milan, sur la seigneurie de Gênes, sur le comté d'Asti, en faveur de Maximilien Sforza.
- le désaveu formel du concile de Pise et l'adhésion au concile de Latran.

Louis XII refuse de ratifier ce traité, au prétexte que La Trémoille avait agi sans avoir reçu les pouvoirs suffisants et que certaines clauses étaient « attentatoires à sa royale majesté » : l'abandon du duché de Milan et du comté d'Asti étant inacceptable.
Les Suisses, les Allemands et les Francs-Comtois levèrent le siège de Dijon en emmenant cinq otages qui attendirent en vain le versement des sommes promises. Leurs familles durent finalement payer elles-mêmes une rançon de 13 900 écus pour obtenir leur libération le 3 octobre 1514.